# Мечтатель (Однажды в сказке)
«Мечтатель» (англ. Dreamy) — четырнадцатый эпизод американского телевизионного сериала в жанре фэнтези «Однажды в сказке». Премьерный показ серии в США состоялся 4 марта 2012 года на телеканале ABC.

## Сюжет

### В Зачарованном лесу
Неуклюжая фея Нова мечтает перестать быть простой сборщицей пыльцы фей и стать феей крёстной. Во время перелёта немного пыльцы выпадает из её мешка и попадает на яйцо .От чего сидящий там гном вылупляется раньше своих собратьев и оказывается не похожим на них.Волшебная кирка гномов,которая вручается каждому  гному после вылупления и определяет его имя называет его Мечтателем.
Год спустя Нова собирает пыльцу в шахте гномов  и  едва не теряет мешок,но Мечтатель приходит ей на помощь и спасает пыльцу фей.Он говорит,что видел её в своих снах, а она называется его героем и намекает,что собирается посмотреть на светлячков,однако гном не понимает намёка.
Мечтатель идёт в бар и  встречает Бэлль, которая убеждает его встретится с Новой.Мечтатель встречает Нову,они признаются друг другу в любви и собираются вместе убежать и увидеть мир.
Мечтатель прощается с гномами  и идёт на встречу к Нове. Тут появляется Голубая Фея - наставница Новы и говорит,что если они сбегут вместе то та утратит крылья и не сможет быть феей. Встретившись с Новой он говорит,что они не могут быть вместе, ведь гномы не могут любить.Он должен добывать алмазы,а она - быть феей и когда-нибудь стать феей крёстной, как и мечтала. Несмотря на то что Нора плачет и называет его  своей единственной мечтой и любовью, Мечтатель разворачивается и уходит.
Вернувшись в шахту к остальным он берётся за свою кирку надпись на которой сменяется с «Мечтатель»  на «Ворчун». Теперь этого гнома зовут так.

### В Сторибруке
В Сторибруке приближается праздник - день Шахтёра,Мэри Маргарет ищет добровольцев, которые бы вместе с ней продавали свечи сделанные монахини.Но из-за недавних событий с Дэвидом никто не хочет иметь с ней дело. Тогда она обращается к Лирою (Мечтателю), но тот отказывается. Изменить своё решение его заставляет случайная встреча с монахиней Астрид (Нова). Лирой пытается  записаться в помощники по продаже и становится свидетелем сцены: Астрид отчитывают за то,что она по ошибке растратила бюджет и теперь монахини не могут заплатить аренду мистеру Голду. Единственный доход  монахинь - продажа свечей  и нужно продать 3000 чтобы оплатить долг. Лирой обещает помочь.
Однако жители не хотят покупать свечи.Лирой пытается признаться Астрид но  не может сказать ей правды Тогда он пытается продать свою лодку мистеру Голду в счёт аренды.Тот отказывается,ссылаясь на свою неприязнь к монашкам.А Астрид случайно находит на лодке свечи и узнаёт правду
Лирой идёт на отчаянный шаг: он ломает городской трансформатор . И жителям обесточенного Сторибрука ничего не остаётся кроме как раскупить все свечи.Так удаётся собрать деньги на оплату аренды.Обрадованная Астрид соглашается провести с Лироем вечер на лодке.
Эмма Свон  тем временем расследует пропажу Кэтрин. К ней в помощники напрашивается Сидни, который рассчитывает сделать репортаж и вернуть себе должность в газете. Первым опрашивают Дэвида, но он заявляет что не говорил с Кэйтлин в день отъезда и думал что она уже уехала в Бостон. Сидни обещает получить распечатки телефонных звонков по своим источникам.
Распечатки показывают,что Дэвид солгал и разговаривал с Кэтрин в тот день.Эмма забирает его в полицейский участок на глазах у Мэри Маргарет.